# Lucio Decidio Saxa
Lucio Decidio Saxa (in latino Lucius Decidius Saxa; ... – 40 a.C.) è stato un generale romano.

## Biografia
Nato in Spagna, ma di probabili ascendenze italiche, combatté per Giulio Cesare in Spagna (49 a.C.) contro Pompeo. Fu tribuno della plebe nel 44 a.C. e, dopo l'uccisione di Cesare, fu fervido seguace di Marco Antonio, nei cui eserciti combatté a Modena e a Filippi. In seguito Antonio gli affidò il governo della Siria quando partì per l'Egitto.
Nel 40 a.C. combatté in Siria  contro Quinto Labieno, ma fu sconfitto, catturato e giustiziato.